# Mast van Lalaing

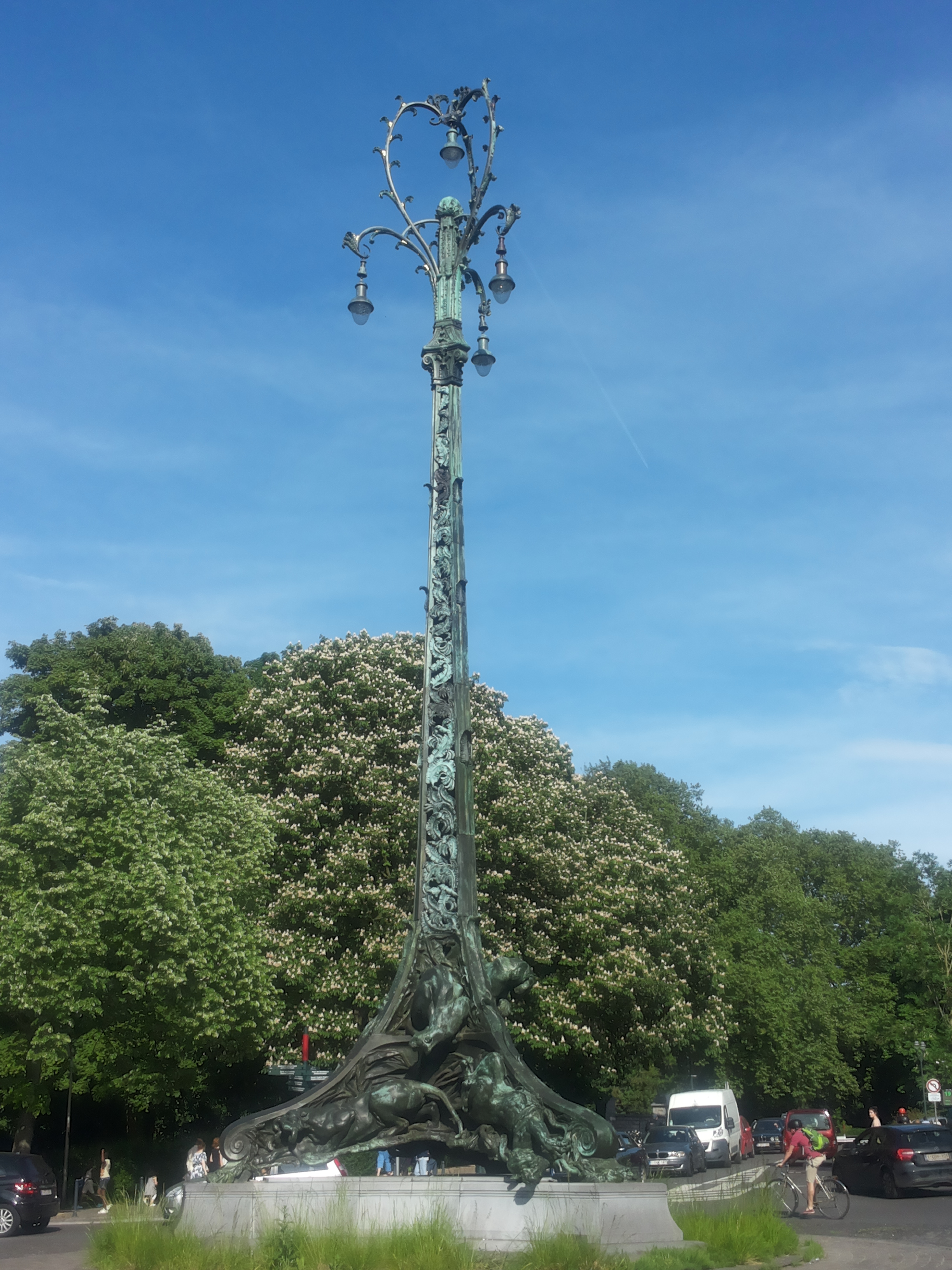
De Mast van Lalaing

De Mast van Lalaing is een kunstwerk van de hand van Jacques de Lalaing (1858-1917). Het is een elektrische lichtmast die staat op de kruising van de Paul Deschanellaan, de Voltairelaan en de Louis Bertrandlaan in de Brusselse gemeente Schaarbeek. Het is sinds 2009 een beschermd onroerend erfgoed.
Het kunstwerk draagt de titel Het gevecht van tijgers en slangen, is gemaakt van brons en heeft een hoogte van 22 meter.

## Geschiedenis

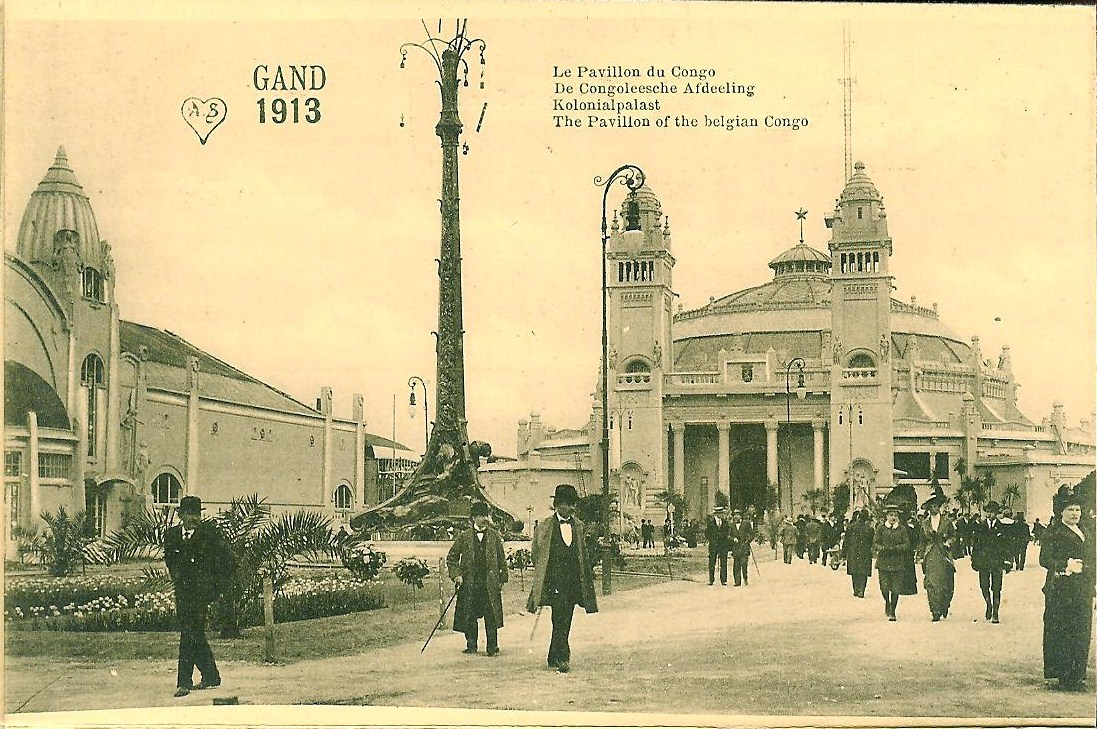
Tijdens de Wereldtentoonstelling van Gent

De Lalaing was gefascineerd door katachtigen. In 1886 kocht hij een tijger in de Zoo van Antwerpen die hij in de tuin van zijn huis onderbracht. Op de Salon van Brussel van 1887 presenteerde hij een gipsen ontwerp van de toekomstige lichtmast. De mast werd voltooid in 1913 voor de Wereldtentoonstelling van Gent. In 1926 schonken de erfgenamen van de beeldhouwer het kunstwerk aan de gemeente Schaarbeek.
In 1953 werd de mast, die toen volledig verweerd was, uit elkaar gehaald en bleef vervolgens meer dan 50 jaar in de gemeentelijke opslagplaats opgeborgen. Op 4 juni 2009 werd het kunstwerk geklasseerd als beschermd erfgoed. In 2010 werd de mast volledig gerestaureerd en op zijn oorspronkelijke plaats teruggezet.